# Suzy Perette
Suzy Perette var ett amerikanskt företag som specialiserade sig på att designa och saluföra fest- och aftonklänningar. Företaget grundades 1946 av Max och Sidney Blauner. Företagets modeskapare – bland andra Evelyn Dawson, George Halley och Victor Costa – lät sig i klänningsdesignen särskilt inspireras av Christian Diors The New Look med accentuerad midja och vida kjolar.

## Galleri

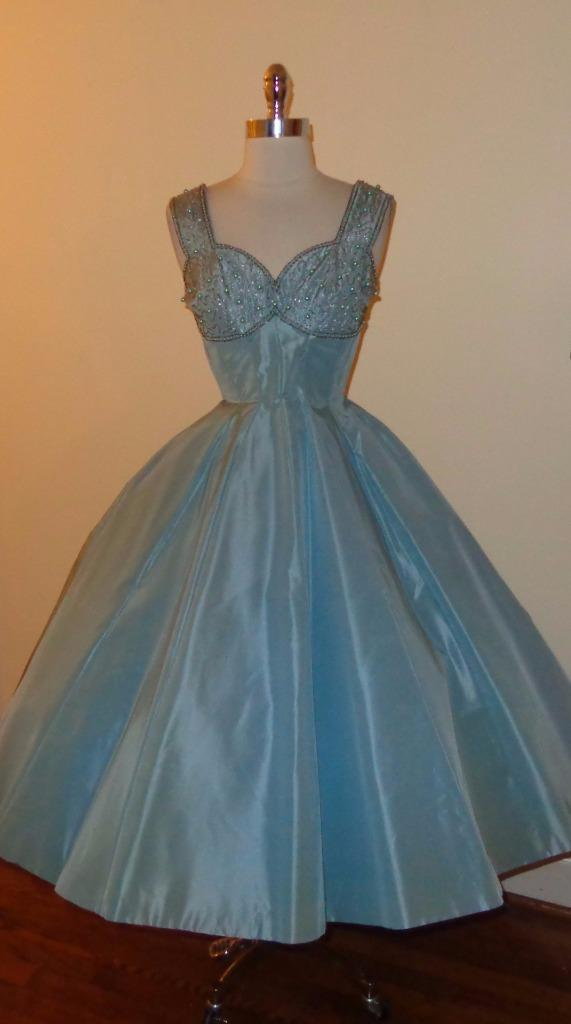
Ljusblå aftonklänning